# Lý trưởng
Lý Trưởng hay Xã Trưởng là chức sắc đứng đầu hội đồng hương chức của một xã hay làng trong thời quân chủ chuyên chế tại Việt Nam.
Trên thực tế Lý trưởng là chức quan cùng đinh trong bộ máy chính quyền phong kiến không được bổ nhiệm và hưởng bổng lộc của triều đình, chức vị này được dân làng bầu ra để thay mặt dân làng quản lý việc chung của làng.

## Lịch sử
Theo "Từ điển chức quan Việt Nam" của Đỗ Văn Ninh (Nhà xuất bản Thanh niên 2006), lý trưởng: "Thời Bắc Ngụy, Thái Hòa thứ 10 (486) quy định 25 nhà là 1 lý, lập lý trưởng. Từ Bắc Tề về sau gọi là lý chính. Từ Minh khôi phục lý trưởng. Cứ 100 hộ thì lập 1 lý trưởng. 10 giáp thủ, luân phiên ứng dịch, thúc biện tiền lương. Năm Kỉ Hợi (1419) Lý Bân định lập cứ 110 hộ làm 1 lý, mỗi năm 1 người làm lý trưởng, 1 người làm giáp thủ, ứng dịch hết lượt lại bắt đầu lại, thường bị roi vọt khổ sở".
Cũng theo Đỗ Văn Ninh, "thời Lê, tháng 11 năm Mậu Thân (1428) đặt xã quan, xã lớn 3 người, xã vừa 2 người, xã nhỏ 1 người. Đời Lê Thánh Tông đổi xã quan làm xã trưởng. Thời Vĩnh Thọ (1638) sai các châu huyện chọn đặt xã trưởng, xã sử, xã tư, lấy nho sinh, sinh đồ làm, giữ việc chỉnh lý việc làng, khám hỏi kiện cáo. Từ đời Long Đức (1732) về sau, do dân bầu chức xã quan không được coi trọng nữa". Đến thời Minh Mệnh, nhà Nguyễn đặt lại lý trưởng, giữ việc hành chính cấp xã, được cấp triện.
Nhà nho Phạm Xuân Lộc, người làng xã Dịch Vọng Tiền (Hà Đông xưa, nay thuộc Cầu Giấy, Hà Nội) viết trong cuốn "Nhân danh tập chí" (Tài liệu về tổ chức và tục lệ của làng quê Bắc Kỳ) năm 1923 xếp lý trưởng đứng ở trung hạng trong 3 hạng được phân cấp trong xã hội cũ, đó là thượng hạng, trung hạng và hạ hạng. "Trung hạng gồm những học trò đi thi trúng nhất trường hoặc nhị trường, lý trưởng, phó lý, chánh tổng, hương trưởng, thày đội, thầy đề, thày thông...

## Trọng trách nhiệm vụ
Nhiệm vụ chính của lý trưởng là phụ trách quản lý sổ sách, Hương ước, đinh điền, thu kiểm sưu thuế, đốc thúc việc đê điều, đường sá. Giúp việc cho lý trưởng có phó lý và các hương trưởng. Khi lý trưởng vắng mặt thì phó lý làm thay công việc ở làng.Trong làng hễ có công việc hay xảy ra chuyện gì thì quan phủ, huyện sẽ bổ đầu lý trưởng, phó lý và hương trưởng mà sai bảo, trách tội.

## Nhận xét
Trong Việt Nam Phong tục, Phan Kế Bính viết: Tổng lý của ta, tiếng là thay mặt dân mà làm việc với quan, phần khó nhọc thì nhiều mà lương bổng thì không có. Chánh phó tổng chẳng qua cũng trông về dân làng, trông về việc phu phen đê điều, trông về mấy đám đánh nhau hoặc ăn trộm nhỏ nhặt, chúng nó đem nhau đến cậy phân xử, trông về mấy người làm việc của các làng lấy chữ hiệp cử, hoặc đôi khi tết nhất, họ có hảo tâm mà quỹ dị (quà cáp, biếu xén) ít nhiều. Cái bổng nhỏ chẳng qua mươi lăm quả cau, một vài bao chè, hoặc đến dăm ba đồng bạc, cái bổng lớn chẳng qua khoét được một vài chục cho chí một trăm bạc là cùng, mà khoét như thế thì khó quá, có xảo quyệt lắm mới được.Về phần lý trưởng trong làng, nhờ về cái mộc triện (dấu gỗ) mà đôi khi kiếm được một vài bao chè, dăm ba đồng bạc, đám nào bán ruộng, bán đất, bán cửa, bán nhà thì may ra cũng được một vài chục bạc, còn thì cũng phải trông đến dân. Dân làng nào hảo tâm thì mỗi năm cấp cho lý trưởng được dăm bảy chục bạc, nhưng bạc ấy có đâu mà đưa, chẳng qua cho lý trưởng tự tiện lấy được ở món tiền công nào ra thì lấy, hoặc bán hoa lợi gì của làng, hoặc bán trùm, bán trưởng thế nào cho đủ thì thôi. Ngoài ra nữa thì trông vào những khi kỳ thần bái xã, những khi tu bổ làm sao cũng xẻo xéo được ít nhiều. Cho nên, người làm viêc ở nơi tốt bổng thì còn khá, ở về nơi đồng trắng nước trong thì có khi phải bán cả nhà. Mà họ không bòn, không khoét thì lấy đâu mà họ ăn mà họ làm việc cho làng. Cái thói họ đục của dân thì cũng đáng ghét, mà cái tình họ thì cũng đáng thương".
Trong Việt Nam văn hoá sử cương Đào Duy Anh lại viết: Theo lệ năm Tự Đức thứ 14 thì ngôi thứ ở trong làng định như này: Văn từ nhất phẩm trở lên, ấm sinh, giám sinh và tú tài xuất thân mà được bát cửu phẩm, võ từ suất đội trở lên, khoa mục từ cử nhân trở lên thì ngồi gian giữa đình. Hương lão 70 tuổi trở lên, võ thất phẩm đội trường, văn bất cửu phẩm tá tạp, bát cửu phẩm thiên bách hộ, chánh tổng, ấm sinh, giám sinh, tú tài, viên tử, thiên bách hộ nạp tiên, miễn sai, miễn dao, đều ngồi gian tả. Lý trưởng, hương chức cùng dân làng thì ngồi ở gian hữu, lấy tuổi làm thứ tự. Ở những làng theo lệ thiên tước thì ngôi thứ dựa theo ngôi thứ trong sổ hương ẩm".